# تايلر غريفي
تايلر غريفي (بالإنجليزية: Tyler Griffey)‏ مواليد 29 سبتمبر 1990 في وايلدوود، هو لاعب كرة سلة محترف أمريكي بدأ مسيرته الاحترافية في سنة 2013. يبلغ طوله 6 قدم 8 بوصة (2.0 م). لعب كرة السلة الجامعية في جامعة إلينوي في إربانا-شامبين.